# Marienerscheinungen von Cimbres

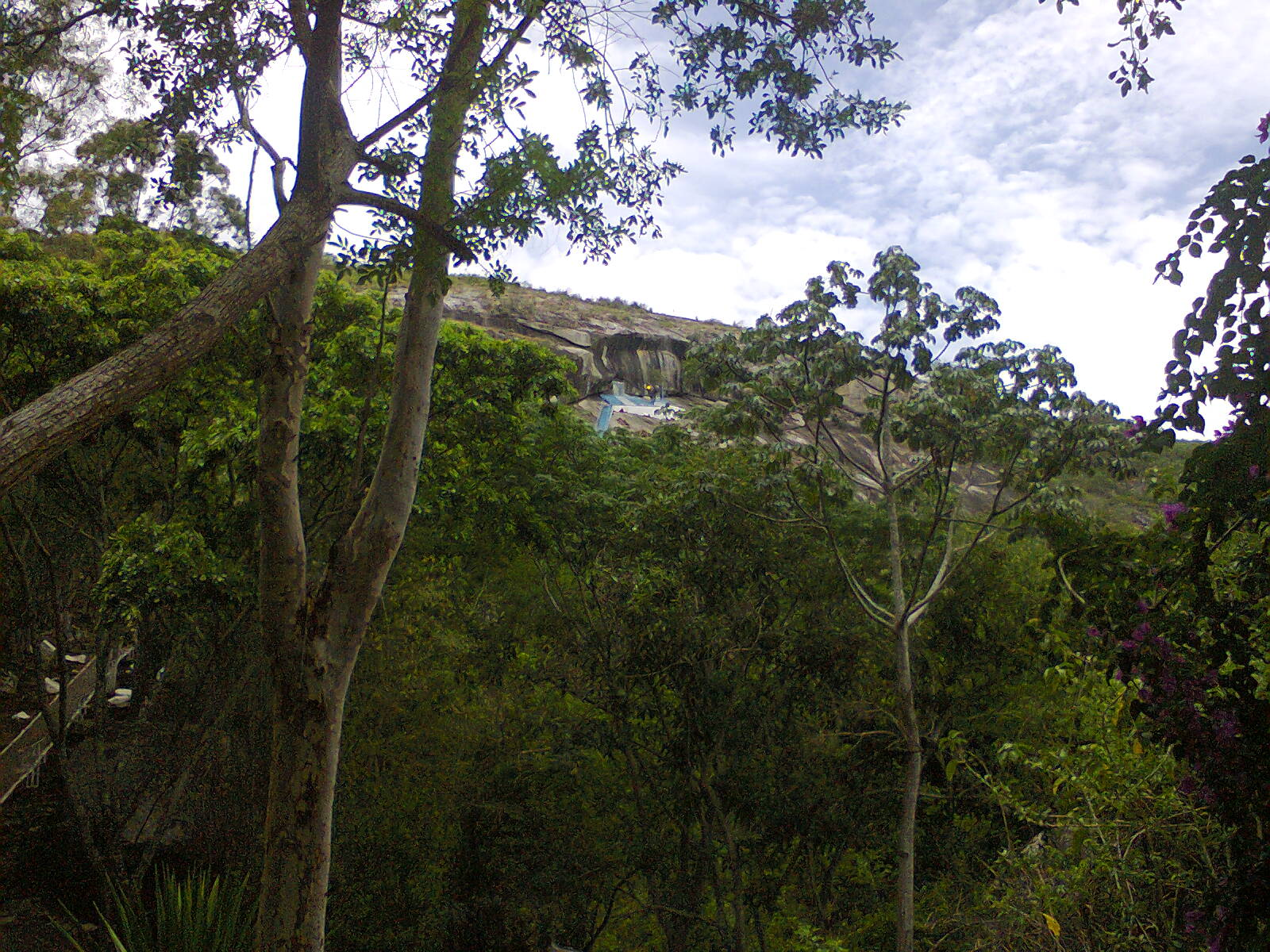
Vermuteter Ort der Marienerscheinungen in der Nähe des Dorfes Vila de Cimbres im Distrikt Cimbres der Gemeinde Pesqueira, Pernambuco

Als Marienerscheinungen von Cimbres werden eine Reihe von Erscheinungen Mariens bezeichnet, die sich 1936 und 1937 im Nordosten Brasiliens in der Gemeinde Pesqueira im Bundesstaat Pernambuco, Distrikt Cimbres, ereignet haben sollen.

## Zusammenhang
Der Überlieferung zufolge sei die Jungfrau Maria zwei jungen Frauen erschienen, Maria da Luz (die später den Namen Adélia anlässlich ihres Eintritts in das Ordensleben annahm) und Maria da Conceição, beides arme und ungebildete Jugendliche. Die Erscheinung erfolgte demnach auf einem exponierten Inselberg in der Nähe des Hauses der Familie der Mädchen, der teilweise von dornigem Gestrüpp und glitschigem Moos bedeckt war und an einer tiefen Schlucht lag, ein Ort, der zu Fuß gefährlich zu erreichen war. Obwohl das Klima dort semiarid ist, soll aus dem Inselberg nach der Erscheinung Trinkwasser zu sprudeln begonnen haben. Die Ereignisse wurden bekannt durch eine Befragung, durch den deutschen Missionar Joseph Kehrle, bei der die des Schreibens unkundigen Mädchen sowohl in lateinischer als auch in deutscher Sprache geantwortet haben sollen. Die Botschaft, die die Jungfrau Maria den Seherinnen übermittelt haben soll, warnt davor, dass Brasilien mit dem Kommunismus tödlich bestraft werden würde.
Die Erscheinung soll sich dreißig Mal, beginnend am 6. August 1936, ereignet haben.

## Verbreitung
Ursprünglich beschränkte sich die Nachricht von der Erscheinung auf die Region um die Stadt Pesqueira, aus der die meisten Pilger des dortigen Heiligtums in den 1930er Jahren kamen.
Der erste Artikel über die Erscheinung wurde 1936 in der von Friedrich Ritter von Lama herausgegebenen deutschen Zeitschrift Konnersreuther Jahrbuch veröffentlicht. Auf diesem Beitrag basierte das Kapitel VI Aparições de Maria Santíssima no Norte do Brasil in dem Werk O Fim do Mundo está Próximo? des Júlio Maria de Lombaerde.
Die Nachricht von den Erscheinungen wurde im 21. Jahrhundert in ganz Brasilien verbreitet, hauptsächlich über das Internet, auf Initiative konservativer und rechtsgerichteter Persönlichkeiten, wie Pater Paulo Ricardo aus Pernambuco, dem Philosophen Olavo de Carvalho (1947–2022), der Historikerin Ana Lígia Lira, der Schauspielerin Cássia Kis, sowie der Großnichte von Schwester Adelia, die Ingenieurin Auta Maria Monteiro de Carvalho, die dazu das Buch O Encontro – Nossa Senhora e Irmã Adélia. (Die Begegnung – Unsere Liebe Frau und Schwester Adelia) herausgab.

## Kirchliche Anerkennung
Obwohl sie zunächst von den kirchlichen Autoritäten der Diözese Pesqueira abgelehnt wurden, sollen die Erscheinungen angeblich von der Kirche als glaubwürdig akzeptiert worden sein, und 2021 soll der übernatürliche Charakter der Ereignisse in Cimbres anerkannt worden sein. Gleichzeitig sei der Prozess der Seligsprechung einer der Seherinnen, Schwester Amelia, eingeleitet worden. Dies soll die kirchliche Anerkennung der Verehrung der Jungfrau Maria unter der Bezeichnung Unsere Liebe Frau der Gnade von Cimbres bestätigen.

## Tourismus
Der Ort der Erscheinungen ist heute ein beliebtes touristisches Ziel.